# Arcelia
Arcelia – miasto w Meksyku, w stanie Guerrero.